# 法格爾利山
法格爾利山（英語：Mount Fagerli），是南極洲的山峰，位於南喬治亞群島，處於謝魯爾夫冰川北岸，屬於阿勒代斯山脈的一部分，海拔高度1,880米，由英國海外領土管轄。